# روبن كليج
روبن كليج هو متسابق بياثل كندي، ولد في 11 أغسطس 1977 في إدمونتون في كندا.

## وصلات خارجية
- روبن كليج على موقع IBU (الإنجليزية)
- روبن كليج على موقع أرشيف الدراجات (الإنجليزية)
- روبن كليج على موقع أوليمبيديا (الإنجليزية)
- روبن كليج على موقع اللجنة الأولمبية الكندية (الإنجليزية)